# Element of Crime
Element of Crime je německá rocková skupina, založená v Berlíně v roce 1985. Skupina se pojmenovala podle filmu The Element of Crime (Prvek zločinu, 1984) režiséra Larse von Triera. Původní sestavu kapely tvořili zpěvák Sven Regener, kytarista Jakob Ilja Friderichs, baskytarista Paul „Veto“ Lukas, saxofonista Jürgen Fabritius a bubeník Uwe Bauer. Bubeníka v roce 1986 nahradil Richard Pappik a saxofonista skupinu opustil, čímž vznikla sestava aktivní až do roku 1995, kdy na post baskytaristy přišel Christian Hartje.
Své první album, které dostalo název Basically Sad, vydala roku 1986. Druhé album Try to be Mensch z roku 1987 produkoval John Cale. Na albu se jako zvukový inženýr podílel také Caleův spolupracovník David Young, který později sám produkoval řadu alb kapely, od roku 1993 s ní vystupoval jako druhý kytarista, a v roce 2002 se stal plnohodnotným členem na pozici baskytaristy. Nedlouho před jeho smrtí jej v roce 2022 nahradil Markus Runzheimer. Jedinými členy, kteří v kapele působí po celou dobu její existence, jsou Regener a Friderichs.
První alba kapely byla nazpívána v angličtině, počínaje deskou Damals hinterm Mond z roku 1991 zpívá Regener německy.

## Diskografie
- Basically Sad (1986)
- Try to be Mensch (1987)
- Freedom, Love & Happiness (1988)
- The Ballad of Jimmy & Johnny (1989)
- Live: Crime Pays (1990)
- Damals hinterm Mond (1991)
- Weißes Papier (1993)
- Dicte-moi ta loi (1993)
- An einem Sonntag im April (1994)
- Die schönen Rosen (1996)
- Psycho (1999)
- Romantik (2001)
- Mittelpunkt der Welt (2005)
- Robert Zimmermann wundert sich über die Liebe (2008)
- Immer da wo du bist bin ich nie (2009)
- Fremde Federn (2010)
- Lieblingsfarben und Tiere (2014)
- Schafe, Monster und Mäuse (2018)
- Morgens um vier (2023)

## Členové

### Současní
- Sven Regener – zpěv, kytara, trubka (1985–dosud)
- Jakob Ilja Friderichs – kytara (1985–dosud)
- Richard Pappik – bicí (1986–dosud)
- Markus Runzheimer – baskytara (2022–dosud)

### Dřívější
- David Young – kytara (1993–2002; stálý host), baskytara (2002–2022; plnohodnotný člen)
- Paul „Veto“ Lukas – baskytara (1985–1995)
- Jürgen Fabritius – saxofon (1985–1986)
- Uwe Bauer – bicí (1985–1986)
- Christian Hartje – baskytara (1995–2002)